# Excavarus sibiricola
Excavarus sibiricola är en stekelart som beskrevs av Dmitriy R. Kasparyan 1990. Excavarus sibiricola ingår i släktet Excavarus och familjen brokparasitsteklar. Inga underarter finns listade i Catalogue of Life.